# Megin-Jolle
Die Megin ist eine sprietgetakelte (dänisch smakkerigget) Kielschwert-Jolle von 15 Fuß Länge. Der Name Megin leitet sich von der Bezeichnung ab, den die norwegischen Wikinger für die fünfte Planke oberhalb des Kiels verwendeten. Diese Planke war zwecks Versteifung des Schiffbodens steil angewinkelt. Diese Konstruktion soll sich zudem strömungsmechanisch günstig auf den Vortrieb auswirken.

## Geschichte
Dieser Bootstyp wurde 1988 von dem dänischen Architekten und Bootsbauer Peer Bruun in dessen Bootswerft in Espergærde entwickelt, bis 2011 wurden dort 515 Exemplare gefertigt.
Das Boot wird von Birgitte Bruun auf Thurø als segelfertiges Schiff oder als Selbstbauvariante angeboten.
Typisches Erkennungsmerkmal der Megin-Jollen ist neben der markanten Takelung die Darstellung der Seriennummer in römischen Ziffern im Großsegel unterhalb des Megin-Logos. Die Jolle ist zudem mit zwei Dollenpaaren und Ruderbänken ausgestattet und damit als Riemen- oder Skull-Ruderboot einsetzbar.

### Stor Megin
Seit 2002 existiert eine vergrößerte Version die Stor Megin („Große Megin“). Sie ist 22 Fuß lang und besitzt eine Segelfläche von 26,5 m². Gefertigt wurde die Stor Megin bei Ebbes Bådebyggeri in Marstal auf der Insel Ærø, bis 2019 wurden 25 Exemplare hergestellt.

## Regattabetrieb
Nach Dänemark und Schweden ist Deutschland die drittgrößte Eigner-Nation, es gab 2011 sechs deutsche Eigner. Daher fand 2012 die Internationale Dänische Meisterschaft der Megin-Klasse erstmals in Deutschland auf der Schlei bei Kappeln statt. 2016 wurde diese Veranstaltung auf dem Plöner See durchgeführt. 2019 war erneut das Revier vor Kappeln Ziel der Meisterschaftssegler.